# Чадов, Максим Владимирович
Максим Владимирович Чадов (14 мая 1985, Пермь) — российский футболист, вратарь; тренер.

## Биография
До 13-летнего возраста занимался футболом только во дворе, затем пришёл в команду «Дзержинец» (Пермь) к тренеру Игорю Федотову. Профессиональную карьеру начал в 2002 году в клубе «Динамо» (Пермь), сыграв два неполных матча во втором дивизионе, затем три сезона (2004—2006) выступал за дублирующий состав команды «Амкар». В молодёжном первенстве за это время сыграл 71 матч и пропустил 100 голов.
С 2007 года снова играл за клубы второго дивизиона — на правах аренды за «Волгу» (Нижний Новгород) и «Металлург» (Красноярск), а позже на полном контракте за «Октан» (Пермь), и «Горняк» (Учалы). Однако ни в одном из клубов, кроме «Октана», Чадову не удалось закрепиться в основном составе. В 2013 году в 28-летнем возрасте завершил профессиональную карьеру, затем несколько лет выступал на любительском уровне в краевых и городских соревнованиях. В сезонах 2014, 2017 и 2018 годов признавался лучшим голкипером чемпионата Пермского края. В 2019 году в составе «СШОР-Звезда» играл в третьем дивизионе (ЛФК).
В 2014 году вошёл в штаб женской команды высшего дивизиона «Звезда-2005» в качестве тренера вратарей. В межсезонье 2015/16, после отставки сербского тренера Горана Алексича, Чадов вместе с действующей футболисткой, капитаном «Звезды» Еленой Сусловой были назначены исполняющими обязанности главных тренеров. В начале сезона 2016 года в нескольких матчах Чадов указывался главным тренером клуба, однако позднее главным тренером осталась только Елена Суслова, а Чадов вернулся на должность тренера вратарей.